# Let's Get Lost (album)
Let's Get Lost è il settimo album dei 2Hurt pubblicato il 21 maggio 2022.

## Il disco
Il disco si caratterizza per le sonorità rock, tra psichedelia, country e alternative folk americano, tipiche della band.
Si tratta dell'ultimo lavoro del gruppo, che si è sciolto nel 2022.

## Tracce
1. Someone Like You – 4:40
2. Raising Up My Hopes – 1:54
3. Spirit Of The Moon – 6:19
4. Running On The Beach – 5:00
5. Kill The Light – 2:23
6. Summer Breeze – 3:33
7. No More Fights – 3:39
8. You'll Never Know – 9:54
9. Let's Get Lost – 1:55

## Formazione
- Paolo Spunk Bertozzi - voce, chitarra elettrica, pedal steel guitar, sintetizzatore ed acustica
- Laura Senatore - violino
- Marco Di Nicolantonio - batteria
- Roberto Leone - chitarra acustica e slide
- Andrea Samonà - basso